# Reklamebureau
Et reklamebureau er en virksomhed, der leverer tjenesteydelser og produkter indenfor branding og reklame.
Ifølge SKATs branchekode omfatter reklamebureauer: udformning af reklamer og gennemførelse af reklamekampagner. Dette inkluderer: rådgivning, kreativ virksomhed, fremstilling af reklamemateriale, direct mail reklamering, gennemførelse af markedsføringskampagner og anden reklamevirksomhed med henblik på at tiltrække og fastholde kunder. Til det formål anvendes f.eks: markedsføring af varer, markedsføring på salgsstedet, adresserede reklameforsendelser og markedsføringsrådgivning.
I dag dækker betegnelsen over hele paletten af kommunikationsformer, og nyre udbud og efterspørgsel gør at en kunde vil forvente at kunne få løst sit problem uanset om det er PR, tryk, tekst udformning, reklameartikler (merchandise), e-marketing, branding eller kommunikation. Der findes i dag mange små udbydere, som specialiserer sig indenfor en enkelt gren under paraplyen, og derfor er der dukket mere specialiserede betegnelser op som f.eks. kommunikationsbureau, e-marketing og PR-bureau mv.